# سروربک ظفرجونوف
سروربک ظفرجونوف (انگلیسی: Sarvarbek Zafarjonov; ۲۶ ژوئیهٔ ۲۰۰۰) وزنه‌بردار اهل ازبکستان بود.